# Den lille Generalstab
Den lille Generalstab var en dansk militær modstandsgruppe under Besættelsen.
Den lille Generalstab blev oprettet som direkte konsekvens af tyskernes internering af Hæren under Operation Safari den 29. august 1943. Generalstaben blev ledet af kaptajn Viggo Hjalf bistået af unge officerer som kaptajn P.V.T. Ahnfeldt-Mollerup. De skulle organisere af hærens officerer og befalingsmænd på baggrund af de nye tilstande. Formålet var at fastholde et kontaktnetværk mellem Hærens officerer. Staben blev etableret under general Ebbe Gørtz, og den etablerede relationer til alle grupper inden for det danske illegale miljø samt til lederne af det illegale arbejde i Danmark, Sverige og England.
I oktober 1943 indgik general Gørtz en aftale med tidligere statsminister Vilhelm Buhl. De bestemte, at Hæren skulle stå til rådighed for lederne af de store partier i tilfælde af, at der opstod kaos i landet. Således var Den lille Generalstab loyal over for det etablerede Danmarks repræsentanter, politikerne og kong Christian 10. Ikke overraskende kom Generalstaben dermed i konflikt med andre grene af modstandsbevægelsen, der gerne så samfundsreformer som udgang på modstandsarbejdet. Generalstabens medlemmer var især mistænksomme over for de modstandsfolk, der var tilknyttet det kommunistiske parti DKP.
Den lille Generalstab tillod ikke officererne at søge over i det civile illegale arbejde på egen hånd, men fra foråret 1944 accepterede man, at officerer indgik i dannelsen af de såkaldte militærgrupper eller M-grupper. Betegnelsen O-grupper dækkede tilsvarende over officersgrupper, der fandtes i Storkøbenhavn og på Sjælland.
Gennem udpegning af regionsledere og militære by- og afsnitsledere fik Generalstaben placeret officerer på nøgleposter i modstandsbevægelsen. Herved sikrede man sig loyalitet over for Hæren i store dele af bevægelsen.
Den lille Generalstab var repræsenteret i Frihedsrådet – senest i K-udvalget – men i marts 1945 kom Den lille Generalstab i konflikt med dele af Frihedsrådet og med faldskærmschefen Ole Lippmann. Stridens æble var primært våbenfordelingen mellem modstandsgrupperne, og Generalstaben blev mistænkt for kun at tilgodese Hærens modstandsgrupper gennem våbenforsyninger, mens de ofte kommunistisk dominerede civile sabotagegrupper kom i anden række. Den skæve våbenfordeling bundede i den mistro, der herskede mellem det etablerede Danmark og de kommunistiske cirkler inden for modstandsbevægelsen. Sabotagegruppen BOPA ytrede mistanke om, at den ikke fik de nødvendige våben pga. organisationens kommunistiske oprindelse. Historien udmøntede sig efter befrielsen i en intens offentlig debat, hvor Viggo Hjalf måtte tale sin sag.